# Ralf Bendix/Diskografie
Diese Diskografie ist eine Übersicht über die musikalischen Werke des deutschen Schlagersängers Ralf Bendix.

## Singles

Electrola 20922 mit Bambina (1958)

Wiederveröffentlichung der Single Babysitter-Boogie (1980er Jahre)

| Titel                                                                             | Katalog-Nr. | Veröffentlichung |
| --------------------------------------------------------------------------------- | ----------- | ---------------- |
|                                                                                   | Electrola   |                  |
| Sie hieß Mary Ann / Minne Minne Haha                                              | 8579        | März 1956        |
| Hotel zur Einsamkeit / Du hast Dich nicht einmal umgesehn                         | 8609        | September 1956   |
| So geht das jede Nacht / Minne Minne Haha                                         | 8616        | September 1956   |
| Hey Joe / 99 Jahr’ geht meine Post jetzt nach Sing-Sing                           | 8646        | Februar 1957     |
| Heute geh ich nicht nach Hause / Du bist ja so schön                              | 8699        | August 1957      |
| Ralf Bendix Singt Rock ’n’ Roll / Ich liebe ein hässliches Mädchen                | 8700        | August 1957      |
| Warum müssen Jahre vergeh’n? / Im Goldenen Anker zu Liverpool                     | 8701        | August 1957      |
| Du schwarze Madonna / Toby                                                        | 8729        | September 1957   |
| Wo meine Sonne scheint / Wir bauen die Straße nach Kingston-Town                  | 8758        | November 1957    |
| Buona Sera / Wir fahr’n nach San Fernando                                         | 8770        | November 1957    |
| Nathan der Friedensrichter / Sputnik Rock                                         | 8787        | Januar 1958      |
| At The Hop / Küsse süßer als Wein                                                 | 8794        | Januar 1958      |
| Bambina / Piccolina                                                               | 20922       | Mai 1958         |
| Come Prima / O Mama mia                                                           | 21014       | Oktober 1958     |
| Die Sonne aus Andalucia / The Ways Of Love                                        | 21049       | April 1959       |
| Tschau tschau Bambina / Trinidad                                                  | 21150       | April 1959       |
| Edelstein It’s Only Make Believe / Adios Muchachos                                | 21223       | Juni 1959        |
| Bei mir bist du schön / Armer Gigolo                                              | 21234       | Juli 1959        |
| Kannst du pfeifen Johanna / Einsamer Sonntag                                      | 21277       | September 1959   |
| Kriminal-Tango / Pity-Pity Foxtrott                                               | 21309       | November 1959    |
| Mona Lisa / Glencannon Song                                                       | 21387       | Februar 1960     |
| Wir bauen die Straße nach Kingston-Town / Sheriff Brown                           | 21439       | März 1960        |
| La Bella / Oh, oh Rosi                                                            | 21440       | März 1960        |
| Das ging nochmal gut / Venus Walzer                                               | 21609       | August 1960      |
| Weit von Alaska / Schau dich nicht um                                             | 21660       | Dezember 1960    |
| Der rote Tango / Kannst du pfeifen Johanna?                                       | 21797       | Februar 1961     |
| Babysitter-Boogie / Sonne, Mond und Sterne                                        | 21804*      | März 1961        |
| My Ol’ Time Banjo / Ich muß dich wiederseh’n                                      | 21971*      | Oktober 1961     |
| Spanische Hochzeit / Das Neueste aus Paris                                        | 22007*      | Januar 1962      |
| Striptease-Susi / Mama, hol’ den Hammer                                           | 22019*      | Dezember 1961    |
| Venus Walzer / Warum müssen die Jahre vergeh’n                                    | 22035       | April 1962       |
| Die große Nummer wird gemacht / Wenn die Zicke-Zacke-Zuckerpuppen tanzen geh’n    | 22194*      | Mai 1962         |
| Auf Glühendem Pflaster / Liebe Fängt Mit Träumen                                  | 22195       | Juli 1962        |
| Babysitter Twist / Wo ist denn das Kätzchen                                       | 22300       | Oktober 1962     |
| Schön wird die Welt / Kokosnuß und Ananas                                         | 22411       | Mai 1963         |
| Der große Treck nach Idaho / Meine Braut ist bei der Feuerwehr                    | 22478       | Juli 1963        |
| Madame Goulou / Didy-Song (& Gisela Jonas)                                        | 22517       | September 1963   |
| Die Straße des Lebens / Der Teufel                                                | 22537       | September 1963   |
| Weil du ja zu mir sagst / Der Weg der Barmherzigkeit                              | 22538       | September 1963   |
| Mohikana / Die Geschichte vom Sonny Boy                                           | 22598       | November 1963    |
| Schaffe, schaffe Häusle baue / Hoppe, hoppe Reiter                                | 22700       | Mai 1964         |
| Unser Papa hat kein Geld / Senor Ping-Pong                                        | 22782       | Oktober 1964     |
| Heimatland / Überall dasselbe Lied                                                | 22865       | Februar 1965     |
| Zwei Zigaretten / Die Liebe ist ein Wildwestfilm                                  | 22957       | Juni 1965        |
| Der schwarze Koffer / Sag mir deine Sorgen                                        | 23081       | November 1965    |
| Suchst du die Liebe oder nur Amore / Mexikanische Trompeten                       | 23111       | Dezember 1965    |
| Bombending / Darling, du mußt nicht traurig sein                                  | 23224       | Oktober 1966     |
| Ich hör’ die Trommel rufen / Menschen wie du                                      | 23398       | 1966             |
| Aber du in deinem Himmelbett / Menschen wie du                                    | 23486       | September 1967   |
|                                                                                   | Columbia    |                  |
| Mamatschi / Weihnachtszeit – Kinderzeit                                           | 23646       | Dezember 1967    |
| Blau wie das Meer / Schön war der Abend mit dir                                   | 23729       | März 1968        |
| Zeinerling / Uschi-Wuschi                                                         | 28733       | 1970             |
| Weiter oben / Du sollst mich nicht belügen                                        | 28779       | 1970             |
| Gebundene Hände / Du bist viel zu viel allein (als Die Ralph Singers)             | 29853       | 1971             |
| Tumba Tumbala / Vergiß nicht zu lächeln                                           | 29989       | 1972             |
| 100 bunte Bänder / Schenk Deiner Frau doch hin und wieder rote Rosen              | 30459       | 1973             |
| Glücklich ist, wer vergißt / Hollidi-Hollido                                      | 30546       | 1974             |
| Unser Lehrer ist Verliebt / Nostalgie                                             | 31306       | 1975             |
| Maria Helen / Tom Dooley                                                          | 31482       | 1976             |
| Heut ist Marie ein Star / Big Bad John                                            | 32590       | 1977             |
| Mein Freund Meier, mein Freund Lehmann und auch ich / Das ist bestimmt geflunkert | 32956       | 1978             |
| Ich schaff’ die Kohlen schon an / Wir lassen das Licht an                         | 45630       | 1979             |
| Gott sei Dank ist sie schlank / Solang’ bei uns ’ne Knospe sprießt                | 1469947     | 1984             |

* Columbia

## Alben
| Titel                                | Musiklabel        | Veröffentlichung |
| ------------------------------------ | ----------------- | ---------------- |
| Vinyl                                |                   |                  |
| Auf Wiedersehn                       | Capitol 10197     | 1958             |
| Ralf Bendix – Singt Evergreens       | MFP 5149          | 1965             |
| Besonders wertvoll                   | Columbia 28002    | 1969             |
| Vergiß nicht zu lächeln              | Electrola         | 1973             |
| Western Party                        | EMI               | 1974             |
| Ralf Bendix – Singt Rock And Roll    | Bear Family 15078 | 1981             |
| CD                                   |                   |                  |
| Durch die Jahre                      | Bear Family 15795 | 2000             |
| Die goldenen Zeiten                  | ZYX 12008         | 2010             |
| Babysitter-Boogie – 50 große Erfolge | Music Tales       | 2012             |
| Große Erfolge & Evergreens           | Electrola 30410   | 2014             |
| Babysitter Boogie                    | LaserLight        | 2014             |

## Chartplatzierungen

### Singles
| Jahr | Titel Album                      | Höchstplatzierung, Gesamtwochen/‑monate, AuszeichnungChartsChartplatzierungen (Jahr, Titel, Album, Platzierungen, Wochen/Monate, Auszeichnungen, Anmerkungen) | Anmerkungen                                                                          |
| Jahr | Titel Album                      | DE | Anmerkungen                                                                          |
| ---- | -------------------------------- | --- | ------------------------------------------------------------------------------------ |
| 1956 | Sie hieß Mary-Ann –              | DE5 (4 Mt.)DE | Charteinstieg: 1. Mai 1956                                                           |
| 1956 | Minne Minne Haha –               | DE10 (2 Mt.)DE | Charteinstieg: 1. Juni 1956                                                          |
| 1956 | Hotel zur Einsamkeit –           | DE6 (4 Mt.)DE | Charteinstieg: 1. Oktober 1956                                                       |
| 1958 | Buona Sera –                     | DE5 (4 Mt.)DE | Charteinstieg: 1. Februar 1958                                                       |
| 1958 | At The Hop –                     | DE22 (1 Mt.)DE | Charteinstieg: 1. Mai 1958                                                           |
| 1958 | Bambina –                        | DE11 (4 Mt.)DE | Charteinstieg: 1. Juni 1958                                                          |
| 1958 | Come Prima –                     | DE9 (3 Mt.)DE | Charteinstieg: 1. November 1958                                                      |
| 1959 | Kriminal-Tango –                 | DE4 (5 Mt.)DE | Charteinstieg: 1. Dezember 1959 mit den Hansen Boys                                  |
| 1960 | Venus Walzer –                   | DE21 (6 Mt.)DE | Charteinstieg: 1. November 1960                                                      |
| 1961 | Weit von Alaska –                | DE41 (1 Mt.)DE | Charteinstieg: 1. März 1961                                                          |
| 1961 | Babysitter-Boogie –              | DE1 Gold · (6 Mt.)DE | Charteinstieg: 1. Mai 1961 Ralf Bendix und die kleine Elisabeth; Verkäufe: + 500.000 |
| 1961 | Der rote Tango –                 | DE29 (1 Mt.)DE | Charteinstieg: 1. Mai 1961                                                           |
| 1962 | Striptease Susi –                | DE9 (5 Mt.)DE | Charteinstieg: 1. Januar 1962                                                        |
| 1962 | Die grosse Nummer wird gemacht – | DE28 (3 Mt.)DE | Charteinstieg: 1. November 1962                                                      |
| 1962 | Babysitter-Twist –               | DE29 (2 Mt.)DE | Charteinstieg: 1. November 1962 mit dem Twist-Baby und Waldi                         |
| 1963 | Wo ist das Kätzchen? –           | DE30 (2 Mt.)DE | Charteinstieg: 1. Februar 1963 mit dem Twist-Baby und Waldi                          |
| 1963 | Der große Treck nach Idaho –     | DE27 (2 Mt.)DE | Charteinstieg: 1. November 1963                                                      |
| 1964 | Schaffe, schaffe, Häusle baue –  | DE11 (5 Mt.)DE | Charteinstieg: 1. Juni 1964                                                          |
| 1964 | Unser Papa hat kein Geld –       | DE43 (1 Mt.)DE | Charteinstieg: 1. Dezember 1964                                                      |
| 1967 | Aber du in deinem Himmelbett –   | DE32 (½ Mt.)DE | Charteinstieg: 1. Dezember 1967                                                      |

## Statistik

### Chartauswertung
|                       | DE     |
| --------------------- | ------ |
| Nummer-eins-Singles   | DE1DE  |
| Top-10-Singles        | DE8DE  |
| Singles in den Charts | DE20DE |

### Auszeichnungen für Musikverkäufe
Anmerkung: Auszeichnungen in Ländern aus den Charttabellen bzw. Chartboxen sind in ebendiesen zu finden.
| Land/RegionAuszeichnungen für Musikverkäufe (Land/Region, Auszeichnungen, Verkäufe, Quellen) | Gold  | Platin | Verkäufe | Quellen         |
| -------------------------------------------------------------------------------------------- | ----- | ------ | -------- | --------------- |
| Deutschland (BVMI)                                                                           | Gold1 | —      | 500.000  | Einzelnachweise |
| Insgesamt                                                                                    | Gold1 | —      |          |                 |